# حاجز ألغام بحر الشمال

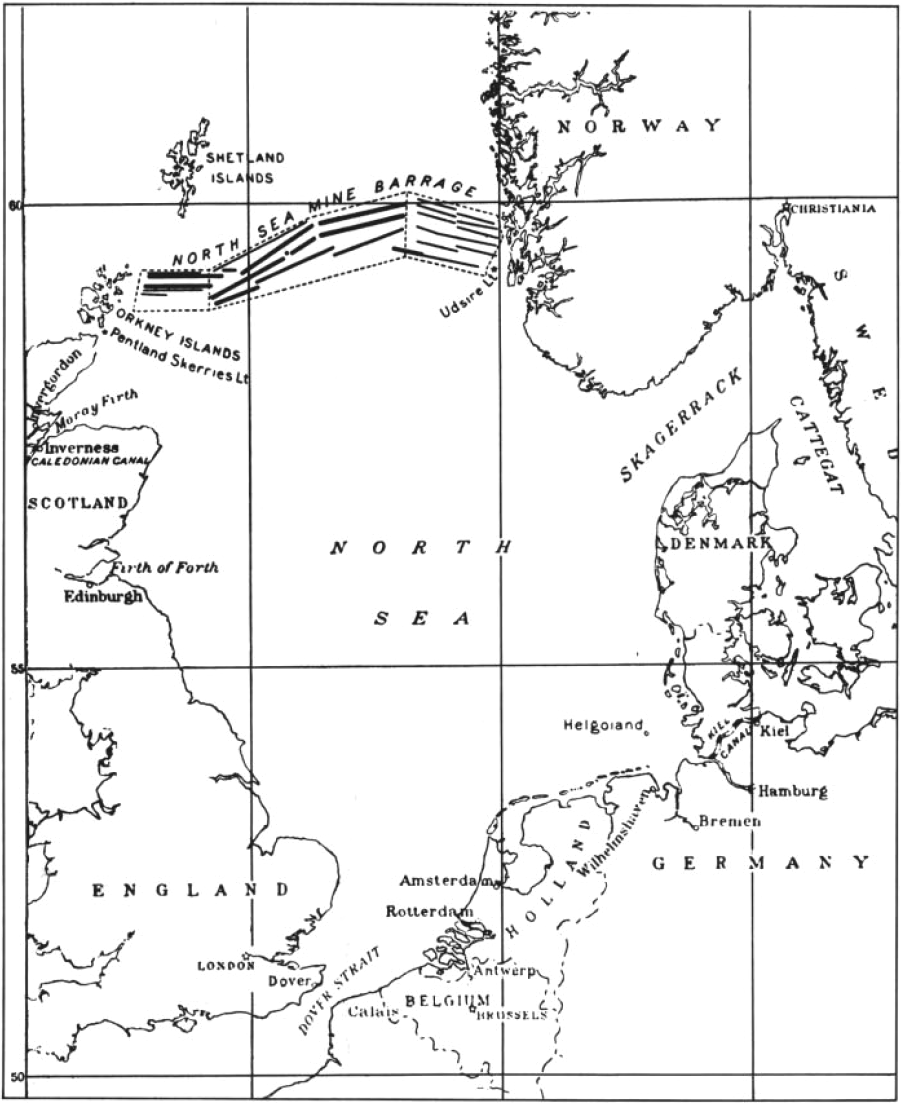
ترتيب حاجز في بحر الشمال.

حاجز ألغام بحر الشمال ، كان حقل ألغام كبير رسي شرقًا من جزر أوركني إلى النرويج أي في منطقة الأربعين الطويلة من قبل البحرية الأمريكية (بمساعدة البحرية الملكية ) خلال الحرب العالمية الأولى . كان الهدف هو تقييد حركة الغواصات يوبوت الألمانية من قواعدها في ألمانيا إلى ممرات إلى المحيط الأطلسي التي كانت تزود الجزر البريطانية . الأدميرال Lewis Clinton-Baker [الإنجليزية] ووصف قائد القوة البحرية الملكية لفرش الألغام في ذلك الوقت الحاجز بأنه «أكبر زرع للألغام في العالم.»  ؛ لكن تم وضع حقول أكبر تحتوي على المزيد من الألغام خلال الحرب العالمية الثانية .

## أصل الحاجز
تم اقتراح فكرة حقل ألغام في بحر الشمال لأول مرة في صيف عام 1916 من قبل الأدميرال ريجينالد بيكون  وتمت الموافقة عليها في مؤتمر الحلفاء البحري في 5 سبتمبر 1917. كانت البحرية الملكية، ولا سيما الأدميرال بيتي كقائد أعلى للأسطول الكبير، متشككة في صحة العملية ولم تعتقد أن الجهد اللوجيستي والتصنيعي الهائل المطلوب كان له ما يبرره. يتطلب حقل ألغام في بحر الشمال تعدين المياه حتى عمق 270 مترًا (900 قدمًا) بينما لم يتم إنشاء أي حقل ألغام في البحر على بعد أكثر من 91 مترًا (300 قدمًا) من عمق حتى ذلك الحين . تشير التقديرات إلى أن حقل الألغام في بحر الشمال سيتطلب 400000 لغم تقليدي مثبت. كان الحاجز «هوائي» تم تطويره في يوليو 1917 فعالاً حتى عمق الغواصة الأقصى المفترض وهو 61 مترًا (200 قدم) ؛ و 100000 من هذه الحواجز الجديدة Mk 6 ستكون كافية لتشكيل حاجز بحري ل بحر الشمال
كانت الولايات المتحدة أكثر حماسة بشأن العملية لأن فقدان القوافل العابرة للأطلسي كان مصدر قلق محلي كبير، وقد سمحت هذه الخطة لهم بلعب دور نشط في النضال، مع استخدام قوتهم الصناعية ومن خلال المخاطرة بحد أدنى من الأرواح الأمريكية. و مساعد وزير البحرية فرانكلين روزفلت دعا مباشرة على الرئيس وودرو ويلسون للتغلب على المعارضة لمشروع نائب الأدميرال ويليام سيمز ، الذي قاد القوات البحرية الأميركية في أوروبا . قدمت البحرية الأمريكية طلبًا لمناجم Mk 6 في أكتوبر 1917 ، 24.000 كم أي 12950 ميل بحري من الكابلات الفولاذية اللازمة لرسو الحواجز في قاع البحر. تم تقسيم العقد بقيمة 40 مليون دولار بين 140 مصنعًا وأكثر من 400 مقاول من الباطن. تم تصنيع جميع مكونات الحواجز باستثناء الحبال السلكية والمتفجرات ودوائر التفجير بواسطة شركات صناعة السيارات في ديترويت . تم تحويل ثماني زوارق بخارية مدنية إلى غرف ألغام ؛ و 24 سفينة شحن، تبحر مرتين أو ثلاث رحلات في الأسبوع، كانت هناك حاجة لنقل مكونات الحواجز إلى مراكز التجميع في اسكتلندا .

## الأهداف
كان الهدف منع الغواصات من العمل في شمال المحيط الأطلسي ومهاجمة حركة المرور عبر المحيط الأطلسي. تم بالفعل وضع حاجز مماثل عبر القناة الإنجليزية ، مما أدى إلى تحويل الغواصات شمالًا حول اسكتلندا . كان الغرض من الحاجز بحري لبحر الشمال هو إغلاق هذا الطريق البديل، وكذلك جعل من الصعب تزويد الغوصات يوبوت الألمانية.

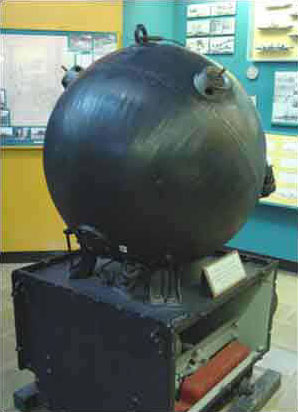
لغم من طراز Mk 6 فوق الضفدع. يمكن رؤية صاروخين بوقيين ، لكن صاروخ الهوائي غير مرئي في هذه الصورة.